# 岩手県立盛岡峰南高等支援学校
岩手県立盛岡峰南高等支援学校（いわてけんりつ もりおかほうなんこうとうしえんがっこう）は、岩手県盛岡市下飯岡に所在する高等部単独の特別支援学校。

## 概要
1998年（平成10年）に開校。岩手県内全域を通学区域とし、寄宿舎を併設している。
設置されている学科は、「生活科学科」、「農産技術科」、「加工生産科」、「流通・サービス科」の4学科である。各学科の定員は8名であり、1学年あたりの定員は計32名である。1年次の生徒は特定の学科には所属せず、4つの学科の内容を学級単位で学ぶ。2年次からは各学科に分かれて、専門的な学びを深めていく。
入学者選考に際しては、学力検査（国語・数学）、運動能力検査、職業能力検査、個人面接が実施される。

## 部活動
出典
文化部
- 音楽部、芸術部、パソコン部、囲碁・将棋部

運動部
- バスケットボール部、バドミントン部、陸上部、卓球部、バレーボール部

## 歴代校長一覧
出典
| 代     | 氏名        | 就任日       |
| ------ | ----------- | ------------ |
| 初代   | 石田 豊     | 1998年4月1日 |
| 第2代  | 髙橋 榮幸   | 2001年4月1日 |
| 第3代  | 小坂 隆     | 2004年4月1日 |
| 第4代  | 門馬 経臣   | 2007年4月1日 |
| 第5代  | 髙橋 勉     | 2010年4月1日 |
| 第6代  | 中川 玲子   | 2012年4月1日 |
| 第7代  | 朴澤 ゆかり | 2014年4月1日 |
| 第8代  | 齋藤 哲裕   | 2017年4月1日 |
| 第9代  | 森山 学     | 2020年4月1日 |
| 第10代 | 川﨑 広幸   | 2022年4月1日 |
| 第11代 | 矢鳴 慶之   | 2024年4月1日 |

## 所在地
〒020-0853 岩手県盛岡市下飯岡11-152